# Eria bengkulensis
Eria bengkulensis är en orkidéart som beskrevs av Johannes Jacobus Smith. Eria bengkulensis ingår i släktet Eria och familjen orkidéer.
Artens utbredningsområde är Sumatera. Inga underarter finns listade i Catalogue of Life.